# Koptxíkovo
Koptxíkovo (en rus: Копчиково) és un poble del krai de Perm, a Rússia, que en el cens del 2010 tenia 391 habitants.